# Puerta de Jerez (murallas de Sevilla)

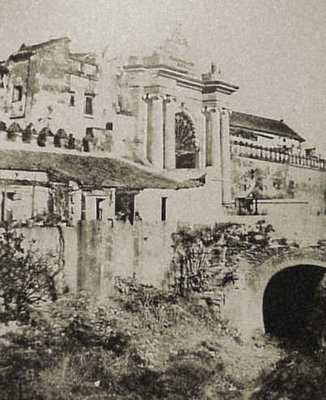
Puerta de Jerez y puente sobre el río Tagarete, fotografiados por Joseph de Vigier

La puerta de Jerez (conocida por los musulmanes como Bab-al-Faray) fue una de las puertas de acceso del recinto amurallado de la ciudad de Sevilla (Andalucía). Debió su nombre a que en ella se iniciaba el camino en dirección a la ciudad de Jerez de la Frontera (Cádiz) y se situaba en las inmediaciones de la actual plaza Puerta de Jerez.
Derribada en el año  1864, se conservan algunos dibujos y grabados de los siglos XVIII y XIX que la representan.

## Historia
La puerta de Jerez se ubicaba aproximadamente al final de la actual avenida de la Constitución, entre la esquina de la calle San Fernando y la fuente de Sevilla. Fue construida durante la ampliación llevada a cabo por el sultán Ali ibn Yusuf en el periodo almorávide de la ciudad.
En el año 1248, durante el asalto de la ciudad por parte de Fernando III de Castilla, fue protagonista de la entrada del rey, de incógnito, según cuenta la leyenda por mandado de la Virgen de los Reyes. Estando en su campamento el rey le rogó que ayudase en la victoria, y esta le habló y le dijo que fuese hasta la mezquita mayor y rezase ante la Virgen de la Antigua; el rey regresó sano y salvo y posteriormente se llevó a cabo la conquista de la ciudad.
En el siglo XVI el concejo sevillano realizó obras puramente estéticas en esta puerta y en la puerta de la Macarena, de lo cual informó al rey en 1561, respondiendo satisfactoriamente y haciendo hincapié en el adecentamiento general de las puertas y sus alrededores. El veedor de las obras de la puerta fue Pedro Hernández, que parece también lo fue de las de la Macarena, pues ese mismo año recibió del marmolero Pedro Milanés una losa para esta última puerta, que costó 28 ducados. Fruto de estas obras fue la lápida fechada en 1578, que custodiaba la siguiente inscripción alusiva a la ciudad: «HERCULES ME EDIFICO / JULIO CESAR ME CERCO / DE MUROS Y TORRES ALTAS / EL REY SANTO ME GANO / CON GARCI PEREZ DE VARGAS», que se conserva empotrada en el lugar más o menos correcto en el que se situaba la puerta.
Se componía de un arco con dos torreones fuertes, con rastrillo, pero en 1836 se eliminaron las torres y el rastrillo, y diez años después sufrió una remodelación completa, erigiendo una puerta de carácter monumental de estilo neoclásico, formada por un amplio vano de medio punto flanqueado por dos pares de columnas toscanas, de la que existen grabados y fotografías antiguas. Inmediato a la puerta existió un puente que cruzaba el arroyo Tagarete, que circulaba paralelo a la muralla hasta desembocar en las cercanías de la Torre del Oro, y fue cubierto por completo en 1858.
Finalmente, la puerta monumental fue derribada junto con los paños de muralla a los que se unía en el año 1864, con motivo de la nueva urbanización y ensanche llevado a cabo en la ciudad en la segunda mitad del siglo XIX. Quedó únicamente una manzana de edificios en lo que hoy es la plaza Puerta de Jerez, que fue eliminada en 1928, con motivo de los preparativos de la ciudad para albergar la Exposición Iberoamericana de Sevilla de 1929, creándose la nueva plaza y la avenida de la Constitución, entre otras.